# Caffè sospeso
Der Caffè sospeso [kafˈfɛ soˈspeːzo] (dt. schwebender Kaffee oder aufgeschobener Kaffee) ist eine lokale Besonderheit der neapolitanischen Kultur. Seit der Jahrhundertwende zum 20. Jahrhundert etablierte sich in vielen Bars der Stadt der Brauch, außer dem eigenen Kaffee auch einen weiteren Kaffee zu bezahlen. Dieser Kaffee wird vom Barista notiert und auf Nachfrage an einen Bedürftigen ausgeschenkt.
Einheimische führen die Tradition darauf zurück, dass die Neapolitaner in der Geschichte oft auf sich selbst gestellt gewesen sind. In diesem Umfeld entwickelten sich Strukturen der Selbstverwaltung (siehe auch Camorra), um den Mangel an politischer Führung auszugleichen.

## Gegenwärtige Situation
In Neapel lebt die Tradition bis heute fort. Allerdings ist sie meist nur in der Altstadt zu finden und erfüllt nur noch begrenzt eine soziale Funktion. Besonders um die Weihnachtszeit wird sie lebhaft praktiziert. 
Die Euro- und Finanzkrise führte dazu, dass sich ab 2008 auch in anderen europäischen Ländern Initiativen entwickelten, diese Tradition auch in anderen Städten zu übernehmen. In Bulgarien wurden 150 Cafés dafür gewonnen. In Spanien verbreitete sich diese Aktion unter dem Namen „Café pendiente“. Viele andere europäische Länder folgten. Inzwischen bieten auch Cafés in Nord- und Südamerika und Australien die Kaffeegeschenke an. Im Internet entstanden verschiedene Seiten, die diese Cafés verzeichnen.
In Deutschland gibt es seit 2013 das Projekt Suspended Coffees Germany. Mithilfe eines Webauftritts und einer Facebook-Seite sollen Cafés für das Konzept gewonnen werden. Derzeit (Stand 2017) nehmen über 200 Cafés in ganz Deutschland an der Aktion teil.
Seit Juli 2017 hat sich Suspended Coffees Germany strukturell verändert. Es ist dem Verein TiMMi ToHelp e.V. beigetreten. Suspended Coffees Germany veranstaltet als Aktion zwei Projekte: „Spendiert“ und „Care Bags“.
„Spendiert“ steht in der Tradition des caffè sospeso. Allerdings wurde es erweitert: Es können jegliche Produkte und auch Dienstleistungen für andere spendiert werden.